# Trijodidy
Trijodidy jsou soli trijodidového aniontu (I −
3 ), složeného ze tří atomů jodu a patřícího mezi polyhalogenové ionty. Ion vzniká reakcemi vodných roztoků jodidů s jodem. K solím tohoto aniontu, které se podařilo izolovat, patří trijodid thallný (Tl+[I3]−) a trijodid amonný ([NH4]+[I3]−). Trijodidový ion je v roztocích zbarven červeně.

## Názvosloví
Některé sloučeniny označované jako „trijodidy“ nemusejí mít každý atom jodu navázaný na dva zbylé, ale vyskytují se jako oddělené atomy jodu a jodid; patří sem například jodid dusitý (NI3) a jodid fosforitý (PI3), u nich jsou na centrální atom vázané jednotlivé atomy jodu. Protože se na kationty, například amonný, mnohdy na centra vázat trijodidové i jodidové ionty, tak se mají sloučeniny obsahující jod a jiný prvek v poměru 3:1 označovat jako trijodidy pouze tehdy, pokud obsahují trijodidové ionty

## Příprava
Trijodidy se dají připravit touto exergonní reakcí:
I2 + I− ⇌ I −
3 
Jod při této reakci funguje jako Lewisova kyselina a jodid jako Lewisova zásada. Podobně také reaguje oktosíra (S8) se sulfidem sodným na polysulfid sodný, s tím rozdílem, že vyšší polyjodidy mají rozvětvené struktury.

## Struktura
Trijodidový ion je lineární a symetrický. Podle teorie VSEPR má prostřední atom jodu tři ekvatoriální volné páry a koncové atomy jsou na něj v důsledku působení těchto párů vázány axiálně. Podle teorie molekulových orbitalů se hypervalentní vazba na prostředním atomu popisuje jako tricentrická čtyřelektronová vazba. Vazba I−I je delší než u dvouatomové molekuly jodu (I2).
Délky vazeb a velikosti vazebných úhlů u iontových sloučenin závisí na vlastnostech kationtu. Trijodidový ion se snadno polarizuje a u mnoha jeho solí je jedna vazba I−I kratší než druhá. Pouze v solích s velkými kationty, jako jsou kvartérně amonné (například [N(CH3)4]+), zůstává anion přibližně symetrický.
V roztocích délky vazeb i velikosti vazebných úhlů závisí na použitém rozpouštědlu. Protická rozpouštědla lokalizují náboj trijodidového aniontu, což vede k asymetrické struktuře.
V methanolu má trijodidový anion asymetrickou ohnutou strukturu s nábojem lokalizovaným na delším konci.
V následující tabulce jsou uvedeny rozměry trijodidového aniontu [Ia−Ib−Ic]− u několika sloučenin:
| sloučenina           | Ia−Ib (pm) | Ib−Ic (pm) | úhel (°) |
| -------------------- | ---------- | ---------- | -------- |
| TlI3                 | 306,3      | 282,6      | 177,9    |
| RbI3                 | 305,1      | 283,3      | 178,11   |
| CsI3                 | 303,8      | 284,2      | 178,00   |
| NH4I3                | 311,4      | 279,7      | 178,55   |
| I3− (v methanolu)[6] | 309,0      | 296,0      | 152,0    |

## Vlastnosti
Trijodidový ion je nejjednodušším z několika známých polyjodidů. Jeho roztoky jsou při nižších koncentracích žluté, při vyšších hnědé. Trijodidový ion je podstatou tmavě modrého zbarvení vznikajícího při působení jodu na škrob. Jodidy ani roztoky jodu v nepolárních rozpouštědlech se škrobem nereagují.
Lugolův roztok obsahuje jodid draselný a stechiometrické množství jodu, čímž se vytváří trijodidové ionty. Jodová tinktura, získávaná rozpouštěním jodu v ethanolu, také obsahuje trijodidové ionty.

### Fotochemie
Trijodidový ion se používá ve fotochemii jako modelový systém. Byly zkoumány mechanismy jeho reakcí v plynné a pevné fázi i v roztocích. V plynné fázi probíhají reakce několika drahami, ve kterých se objevují molekuly jodu, metastabilní ionty a jodové radikály, vznikající dvou- či trojjádrovou fotodisociací. V roztocích byla pozorována pouze dvoujádrová disociace.
V protických rozpouštědlech se atom jodu na kratším konci trijodidového aniontu disociuje fotoexcitací, a to dvoujádrově. Chemie trijodidového iontu v pevném stavu byla zkoumána u sloučenin jako jsou kvartérní amonné soli, například trijodid tetrabutylamonný.
Mechanismus fotoreakcí v pevném stavu závisí na vlnové délce použitého světla, přičemž může, v řádu pikosekund, dojít k rychlé zpětné reakci, případně pomalejšímu procesu spočívajícímu ve vytvoření a rozkladu tetrajodidového meziproduktu.
Fotochemie trijodidového iontu významně ovlivňuje koloběh jodu v životním prostředí.
Díky přítomnosti těžkých atomů jodu a dobře popsaným reakcím se trijodidový aninon používá jako srovnávací systém v relativistické kvantové chemii.

### Elektrochemie
Redoxní reakce trijodidových a jodidových iontů mohou být využity v solárních článcích sensitizovaných barvivy a v akumulátorech.